# Tonino Sorrentino
Tonino Sorrentino (Melito Irpino, 12 marzo 1985) è un ex calciatore italiano, di ruolo attaccante.

## Carriera

### Club
Cresce nelle giovanili del Parma, con cui si mette in mostra nell'edizione del 2004 della Coppa UEFA, realizzando una doppietta al Salisburgo.
Non trovando spazio in campionato, nel gennaio del 2004 è ceduto all'Avellino, formazione della sua provincia di nascita, in Serie B. Con gli irpini Tonino colleziona 16 presenze e 3 gol.
In estate ritorna al Parma, in Serie A, totalizzando le sue uniche 5 presenze in massima serie, andando a segno in occasione della sconfitta esterna contro il Bologna del 3 febbraio 2005.
Nella stagione 2005-06 passa al Catanzaro, in Serie B, per un bilancio di 16 partite senza realizzare reti.
Nel gennaio del 2006, invece, scende di categoria, trasferendosi al Grosseto, in C1, dove segna 5 gol a fronte di 13 presenze.
L'anno successivo è ancora nella compagine biancorossa, contribuendo anch'egli alla promozione in B con 4 realizzazioni in 24 gare.
Nella stagione 2007-08 veste dapprima la casacca del Perugia, poi, nel mercato di riparazione invernale, è ceduto in prestito con diritto di riscatto alla Cavese per sostituire l'attaccante Sergio Ercolano, passato proprio ai grifoni.
È riscattato dalla compagine metelliana, con la quale firma un contratto triennale.
Il 4 gennaio 2010 si trasferisce al FC Südtirol, squadra militante nel campionato di seconda divisione (ex C2).
Il 14 luglio 2012, a soli 27 anni, annuncia il ritiro dal calcio giocato sulla sua pagina Facebook a causa dei postumi di un incidente stradale occorsogli l'anno precedente mentre era alla guida di un quad, che gli impediscono di praticare sport di contatto. Chiude la carriera con all'attivo 5 presenze ed una rete in Serie A e 28 presenze e 3 reti in Serie B.

### Nazionale
Vanta un ricco curriculum con la maglia azzurra nelle trafile giovanili, per un totale di 29 presenze e 12 gol.

## Palmarès

### Club

#### Competizioni nazionali
- Campionato italiano Serie C: 1

Grosseto: 2006-2007 (girone A)
- Supercoppa di Lega di Serie C1: 1

Grosseto: 2007
- Lega Pro Seconda Divisione:1

Südtirol-Alto Adige: 2009-2010 (girone A)